# Kanton Surgères
Surgères is een kanton van het Franse departement Charente-Maritime. Het kanton maakt deel uit van het arrondissement Rochefort.

## Gemeenten
Het kanton Surgères omvatte tot 2014 de volgende 12 gemeenten:
- Breuil-la-Réorte
- Marsais
- Péré
- Puyravault
- Saint-Georges-du-Bois
- Saint-Germain-de-Marencennes
- Saint-Mard
- Saint-Pierre-d'Amilly
- Saint-Saturnin-du-Bois
- Surgères (hoofdplaats)
- Vandré
- Vouhé

Na de herindeling van de kantons door het deceet van 27 februari 2014, met uitwerking op 22 maart 2015, omvatte het kanton 21 gemeenten.
Op 1 maart 2018 werden de gemeenten Saint-Germain-de-Marencennes en Péré samengevoegd tot de fusiegemeente (commune nouvelle) Saint-Pierre-la-Noue.
De gemeente Vandré werd na de fusie op 1 januari 2018 met de gemeenten Chervettes, Saint-Laurent-de-la-Barrière tot de fusiegemeente La Devise, bij decreet van 26 december 2019 overgeheveld naar het kanton Saint-Jean-d'Angély.
Sindsdien omvat het kanton volgende 19 gemeenten
- Aigrefeuille-d'Aunis
- Ardillières
- Ballon
- Breuil-la-Réorte
- Chambon
- Ciré-d'Aunis
- Forges
- Landrais
- Marsais
- Puyravault
- Saint-Georges-du-Bois
- Saint-Mard
- Saint-Pierre-d'Amilly
- Saint-Pierre-la-Noue
- Saint-Saturnin-du-Bois
- Surgères
- Le Thou
- Virson
- Vouhé